# Galya-kilátó
A Galya-kilátó (korábbi nevén Péter hegyese-kilátó) a Galya-tető egyik csúcsán, a 960 méter magas Péter hegyesén áll, az Országos Kéktúra útvonalán található, mely az ország legmagasabban álló, kifejezetten e célból épült kilátója. (Ennél magasabban fekvő építmény az országban egyedül a Kékesen álló TV-torony és kilátó.)
A 30 méter magas tetőterasza 360°-os körpanorámát biztosít; kelet felé a kéklő Bükk látható, nyugatra a Börzsöny és a Cserhát tájai, északra pedig a szlovák hegyvonulatokat figyelhetjük meg. Tiszta időben a Mecsekig, illetve a Magas-Tátráig is ellátni. A kilátóból a Piszkéstetői Obszervatórium tetejét is látni lehet. Ezen kívül tiszta időben Budapest és a Százhalombattai Dunamenti Erőmű három 200m-es hatalmas kéménye, illetve a Tiszaújvárosi Tiszai Hőerőmű 250m-es kéménye is látszik
.
2015-ben elnyerte a Média Építészeti Díját (MÉD) Épület kategóriában és a MÉD közönségdíját is Épület kategóriában. 2016. április 12-én elnyerte a legrangosabb amerikai online magazin az Architizer közönségdíját, amely díjjal a kilátót 2015 legjobb építményei közé sorolták, októberben pedig a 2016 American Architecture Prize (AAP) arany fokozatát "restaurálás és felújítás" kategóriában.

## Története

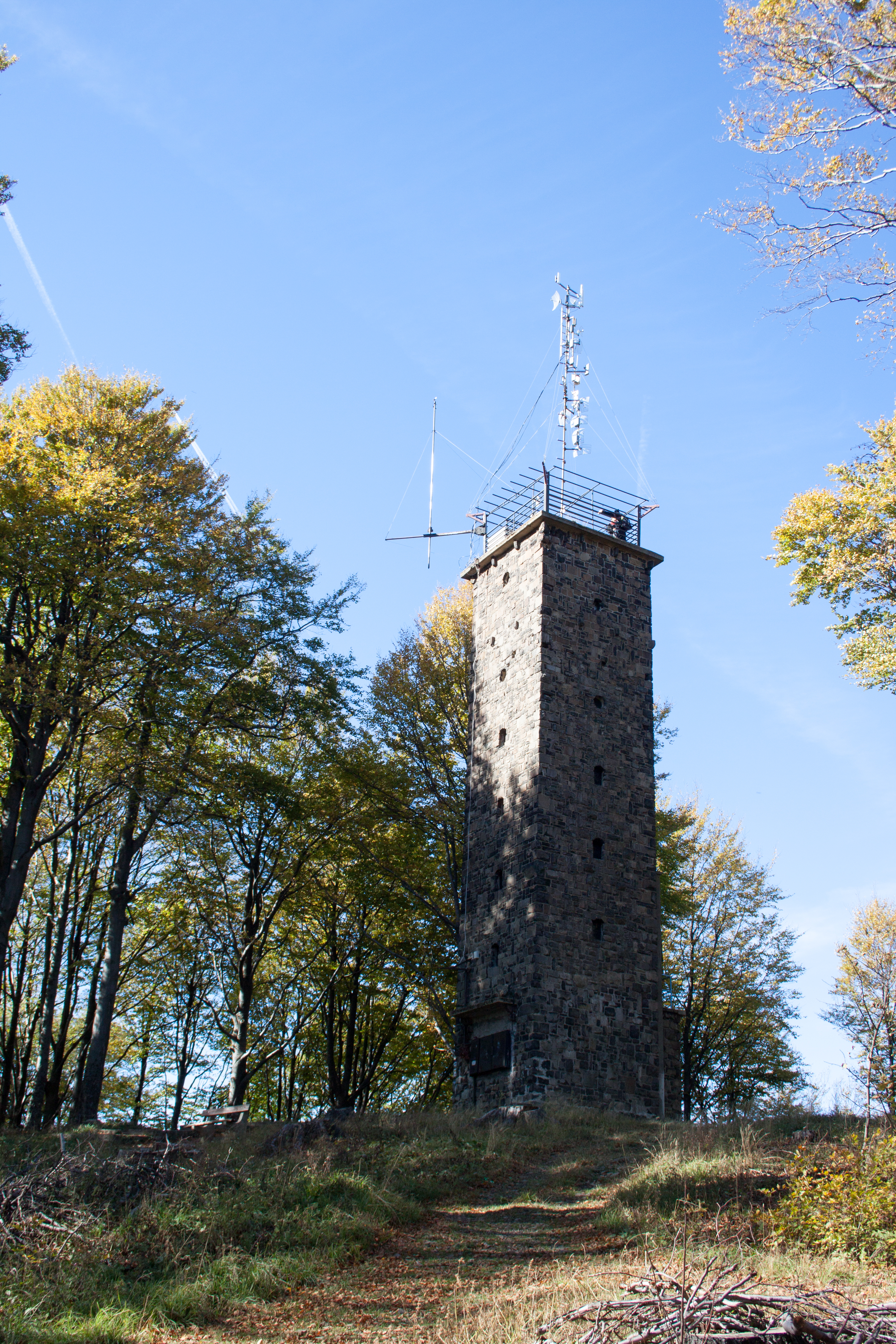
A kilátó felújítás előtti teteje antennákkal

Az építmény 1934 óta áll, öt évvel a Galyatetői Nagyszálló átadását megelőzően építették. Már kezdettől fogva nagyon népszerű látványosság volt; a híres zeneszerző, Kodály Zoltán is számtalanszor megmászta lépcsőit. Eredeti magassága 17 méter volt, a torony tetejét belső csigalépcsőn keresztül közelítették meg a turisták, a tetőn vasketrec óvta őket a leeséstől.

### Rekonstrukció (2015)
A Magyar Természetjáró Szövetség konzorciumvezetőként az Egererdő Zrt-vel közös projekt keretében, európai uniós forrásból valósította meg mind a Galya-kilátó, mind pedig a Galyatető Turistacentrum felújításának kivitelezését. Az Országos Kéktúra nyomvonalán található kilátó a kortárs magyar építészet kiválósága, melyet Kovács Csaba vezető építész és Vass-Eysen Áron építész tervezett. Különleges alkotásuk túlmutat a régi kilátószint megemelésén, és a korábban élvezhető látvány visszanyerésén, hiszen a múltbéli romos épületet megmentve sikeresen ötvözték a múltat a jövővel. A kilátóban alkalmazott funkcionális ötleteket, biztonságot szolgáló megoldásokat integrálták olyan elemekkel, amik a felhasznált anyagok textúrái és változásai révén mozgalmasságot, sokszínűséget teremtenek. A hálófülkékbe (bivakokba) épített üvegablakok látványos fényjátékot hoznak létre a napszakok és a külső fényviszonyok változásaiban, mint az építményt körbevevő acélháló is átalakul a környezettel, más arcát mutatja a nyári napfényben, mint zúzmarásan télen.

## Az épület

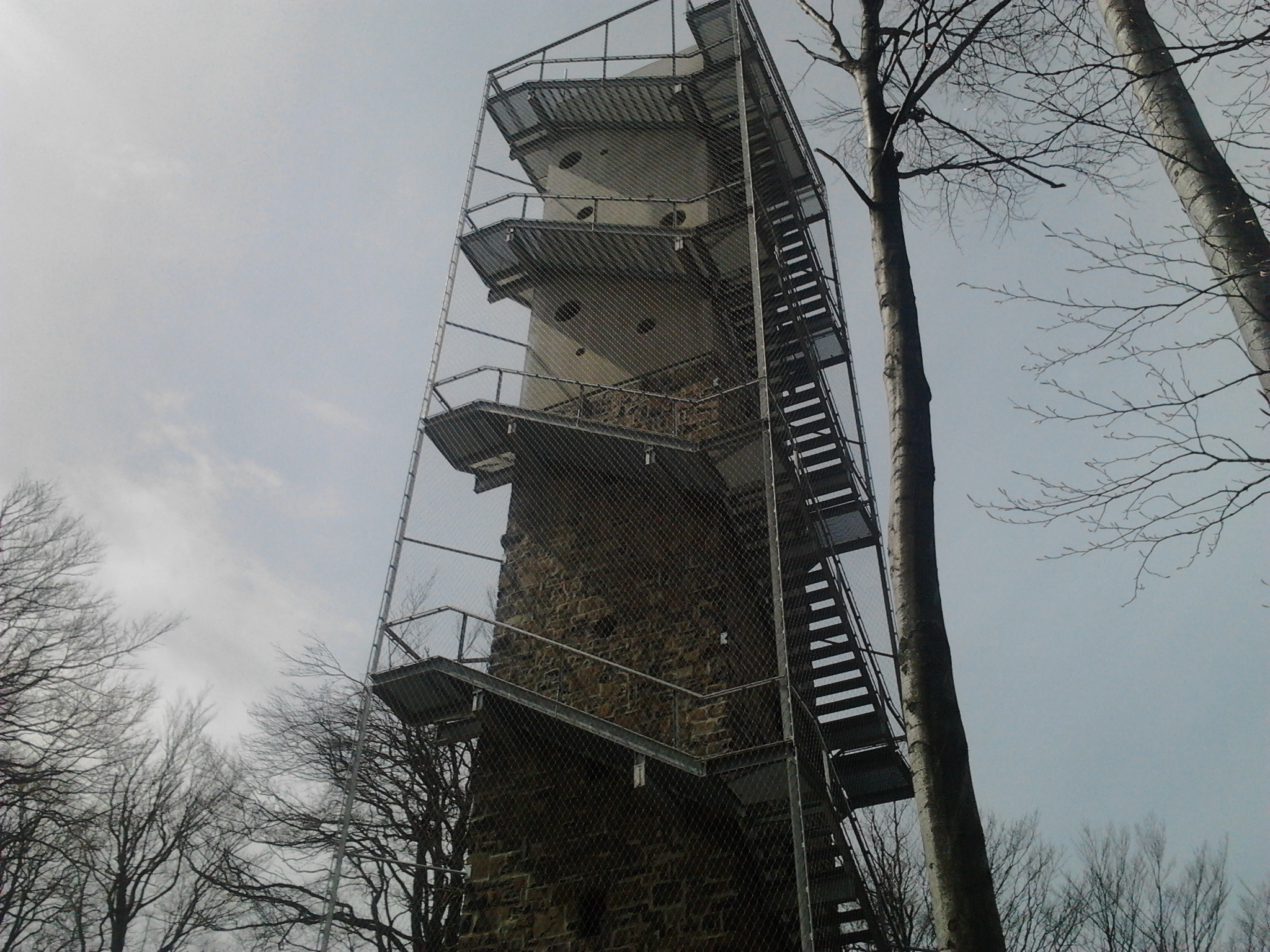
A felújított épületen jól látszik az új acélvédőháló

A torony teste eredetileg mátrai andezitből készült, melyre a kilátószint megemelése céljából egy 13 méteres magasságú látszóbeton magasítás került, így magassága elérte a 30 métert. A vasbeton szerkezet a torony belsejében az eredeti szinteken is folytatódik, és új beton aláalapozáshoz csatlakozik. A magasítás ezüstszürke színe harmonizál a környezetében lévő fák törzsének színével.
A két, egymással párhuzamosan haladó lépcső (melyek közül egyik a fel-, másik a lejutást szolgálja) kívülről csavarodik a megnyújtott belső magra. Az épületet rozsdamentes acélháló veszi körül, „ORSZÁGOS KÉKTÚRA” felirattal.
Az épület felső három emeletén, 3 ötfős hálókamrát alakítottak ki, ezek az úgynevezett bivakok, amelyek szél és eső-védett pihenőhelyet biztosítanak a túrázóknak. Nyers beton falaikon kerek ajtók és szintén kerek, színes üveggel fedett kajütablakok találhatók. Amikor nincs vendég, a programozható lámpa éjszaka érdekes díszfényeket ad az épületnek.

## Természetjárás
A kilátó minden évszakban különleges látványt nyújtva, a hét minden napján látogatható. Az épületbe kamerával megfigyelt biztonsági beléptetőkapun át lehet bejutni, 200 Ft-os pénzérme bedobásával, nyitvatartási időben, kizárólag napközben, a bivakban tartózkodó túrázók nyugalma érdekében. A környéket behálózó biztonságos túraútvonalak mellett, a Galyatető Turistacentrum kényelme és szolgáltatásai is hozzájárulnak a Galya-kilátó látogatóinak élményeihez. A bivakokról bővebben a Galyatető Turistacentrum weboldalán lehet tájékozódni, túraútvonalak információi a Természetjáró applikáció letöltésével érhetőek el.